# Daily Mail і General Trust
Daily Mail and General Trust (DMGT) — британська транснаціональна медіакомпанія, власник Daily Mail та кількох інших титулів. 4-й віконт Ротермір є головою правління та власником контрольного пакету акцій компанії. Головний офіс розташований у Норткліфф Хаусі в Кенсінгтоні, Лондон. У січні 2022 року DMGT вийшла з біржі Лондонської фондової біржі після успішної пропозиції щодо DMGT від Rothermere Continuation Limited.

## Історія
Група бере свій початок із запуску в 1896 році національної газети середнього ринку Daily Mail Гарольдом Гармсвортом (пізніше створеним у липні 1919 року, Перший віконт Ротермір ) та його старшим братом Альфредом. Вона була зареєстрована в 1922 році, а її акції вперше були розміщені на Лондонській фондовій біржі в 1932 році.
Син 1-го віконта Ротерміра, Есмонд, взяв на себе оперативний контроль над організацією в 1932 році та повний контроль у листопаді 1940 року, коли помер його батько.
Вере Гармсворт стала головою Associated Newspapers у 1970 році. Після смерті свого батька в липні 1978 року він змінив посаду 3-го віконта Ротерміра та став головою материнської компанії Daily Mail and General Trust plc.
Після майже 100 років роботи на Фліт-стріт, у 1988 році компанія залишила своє початкове приміщення New Carmelite House на Фліт-стріт, щоб переїхати до Норткліфф-хаусу в Кенсінгтоні.
У 2019 році DMGT приєднався до мережі новин «Один пояс, один шлях».

## Споживчі ЗМІ
dmg media та Harmsworth Media є медіа-дочірніми компаніями DMGT і публікують такі назви:
- Daily Mail – основна національна газета dmg media.
- The Mail on Sunday – дочірня газета Daily Mail, виходить щотижня по неділях. Вперше опубліковано в 1982 році[10].
- Ірландія в неділю – Associated Newspapers взяли на себе видання Ireland on Sunday у 2001 році. Назва була повторно запущена в квітні 2002 року, щоб збігтися з переїздом до її нового офісу в Болсбрідж, Дублін. Він включав журнал TV Week, а у вересні 2006 року він був об’єднаний з Mail on Sunday і став Irish Mail on Sunday[11].
- i – Національна газета, спочатку випущена як дочірня газета The Independent. Придбаний у листопаді 2019 року за £49,6 млн.
- Metro – Metro – національна газета. Випущена в березні 1999 року як безкоштовна газета зі степлером, спочатку вона поширювалася в Лондоні. Але з тих пір публікується кожного буднього ранку в Йоркширі, Північно-Західному регіоні, Ньюкаслі та Північно-Східному регіоні, Іст-Мідлендсі, Брістолі, Бірмінгемі, Ліверпулі, Кардіффі та Шотландії[12].
- Metro.co.uk — британська інтернет-газета. Спочатку створений у 2002 році як цифровий аналог друкованого видання Metro, зараз він працює як незалежне видання в рамках групи DMG, щодня привертає аудиторію понад 1,6 мільйона.
- MailOnline — один із найпопулярніших у світі веб-сайтів англомовних газет
- New Scientist – щотижневий журнал, присвячений науці та технологіям. Придбаний у 2021 році за 70 мільйонів фунтів[13].

London Evening Standard належав DMGT, поки не був проданий Олександру Лебедєву в січні 2009 року. DMGT все ще зберігає 5% частки.

## Інформація про власність
У Великобританії Landmark Information Group включає Landmark і SearchFlow і надає інформацію для операцій з нерухомістю. Trepp у США надає подібні послуги.

## Корпоративні послуги
DMGT ventures – це відділ венчурного капіталу DMGT. Інвестиції включають платформу для вживаних автомобілів Cazoo, платформу для інвестицій у нерухомість Bricklane і платформу для написання заповітів Farewill.

## Головний офіс
Головний офіс розташований у Норткліфф Хаусі в Кенсінгтоні, лондонському районі Кенсінгтон і Челсі. Окрім розміщення головного офісу DMGT, у будівлі також розташовані офіси The Independent, i , Daily Mail, Mail on Sunday, Evening Standard, Metro та Metro.co.uk..

## Благодійність
Після початку російського вторгнення в Україну DMGT пожертвував 500 000 фунтів стерлінгів на допомогу постраждалим і біженцям.